# Saint-Escobille
Saint-Escobille je obec v jihozápadní části metropolitní oblasti Paříže ve Francii v departmentu Essonne a regionu Île-de-France. Od centra Paříže je vzdálena 55 km.

## Geografie
Sousední obce: Authon-la-Plaine, Plessis-Saint-Benoist, Garancières-en-Beauce, Mérobert, Sainville a Oysonville.

## Vývoj počtu obyvatel
Počet obyvatel